# IBF Falun
IBF Falun je švédský florbalový klub, sídlící ve městě Falun, založený roku 1993.
Mužský tým hraje od sezóny 2004/2005 Švédskou Superligu a je jejím sedminásobným vítězem. První titul získali v roce 2013, naposledy zvítězili v roce 2022. Tým také rekordně pětkrát vyhrál Pohár mistrů, poprvé v roce 2013, naposledy 2023. Své domácí zápasy hraje v hale Alla På Plan Arena.
Ženský tým také hraje od sezóny 2020/2021 Švédskou Superligu. Dříve hrál nejvyšší soutěž již od jejího vzniku v roce 1993 až do sezóny 2015/2016. V tomto období získal čtyřikrát vicemistrovský titul, poprvé v první sezóně Divize 1 1993/1994 a naposledy v Elitserien 2008/2009.

## Historie
IBF Falun vznikl roku 1993 fúzí Falu IBK, založeného v roce 1985, a HSK Falun, založeného v roce 1986.

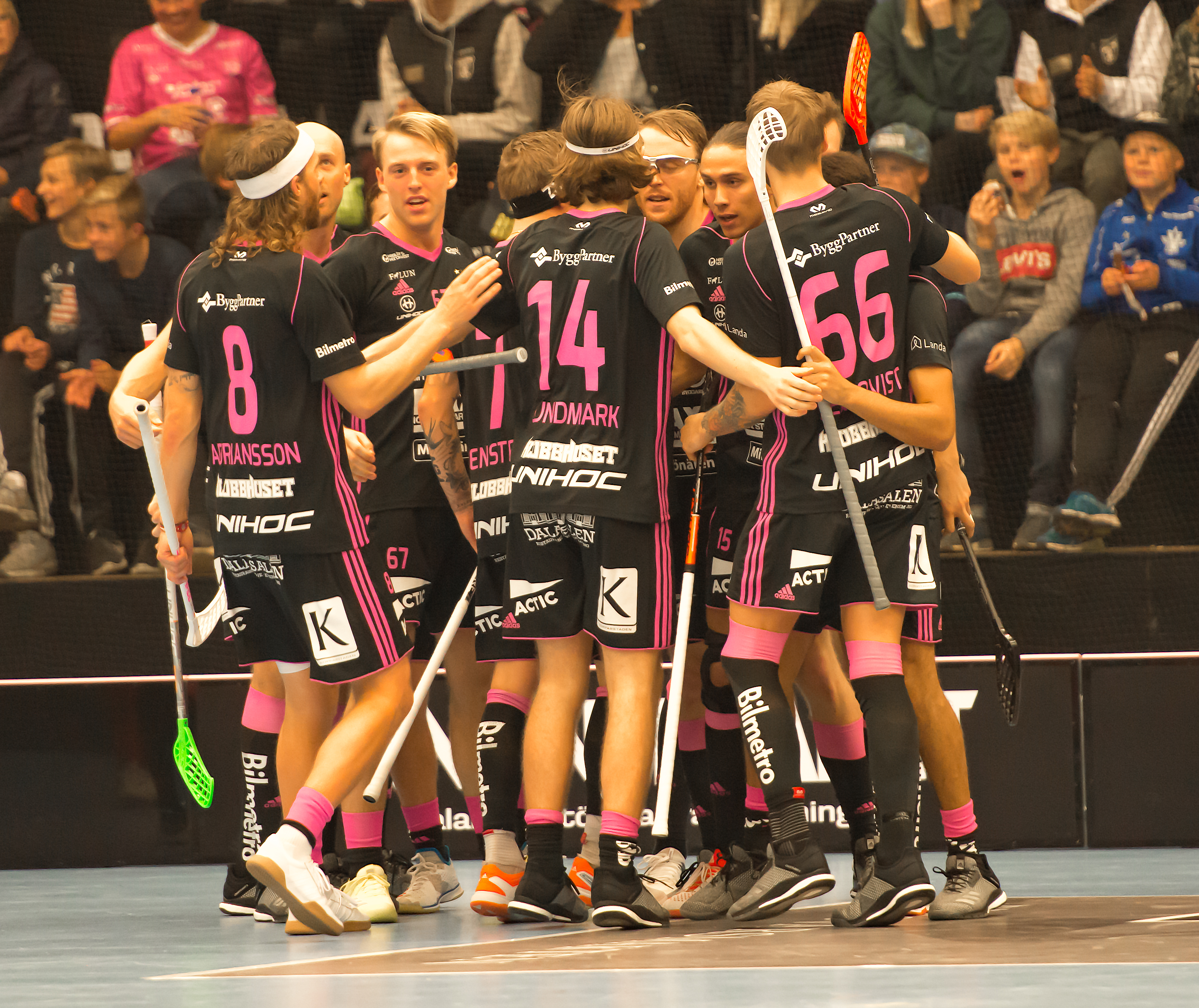
Hráči IBF Falun v zápase proti Storvreta IBK ve Švédské Superlize v sezóně 2018/2019

Mužský tým v sezóně 1993/1994 zvítězil v Divizi II a postoupil do Divize I Västra, která tehdy byla součástí nejvyšší soutěže. V nejvyšší soutěži se týmu nedařilo, před vyřazením ho několikrát uchránila reorganizace soutěže, ale v ročníku 1999/2000 již sestoupil. Do nejvyšší soutěže se klub vrátil před sezónou 2004/2005.

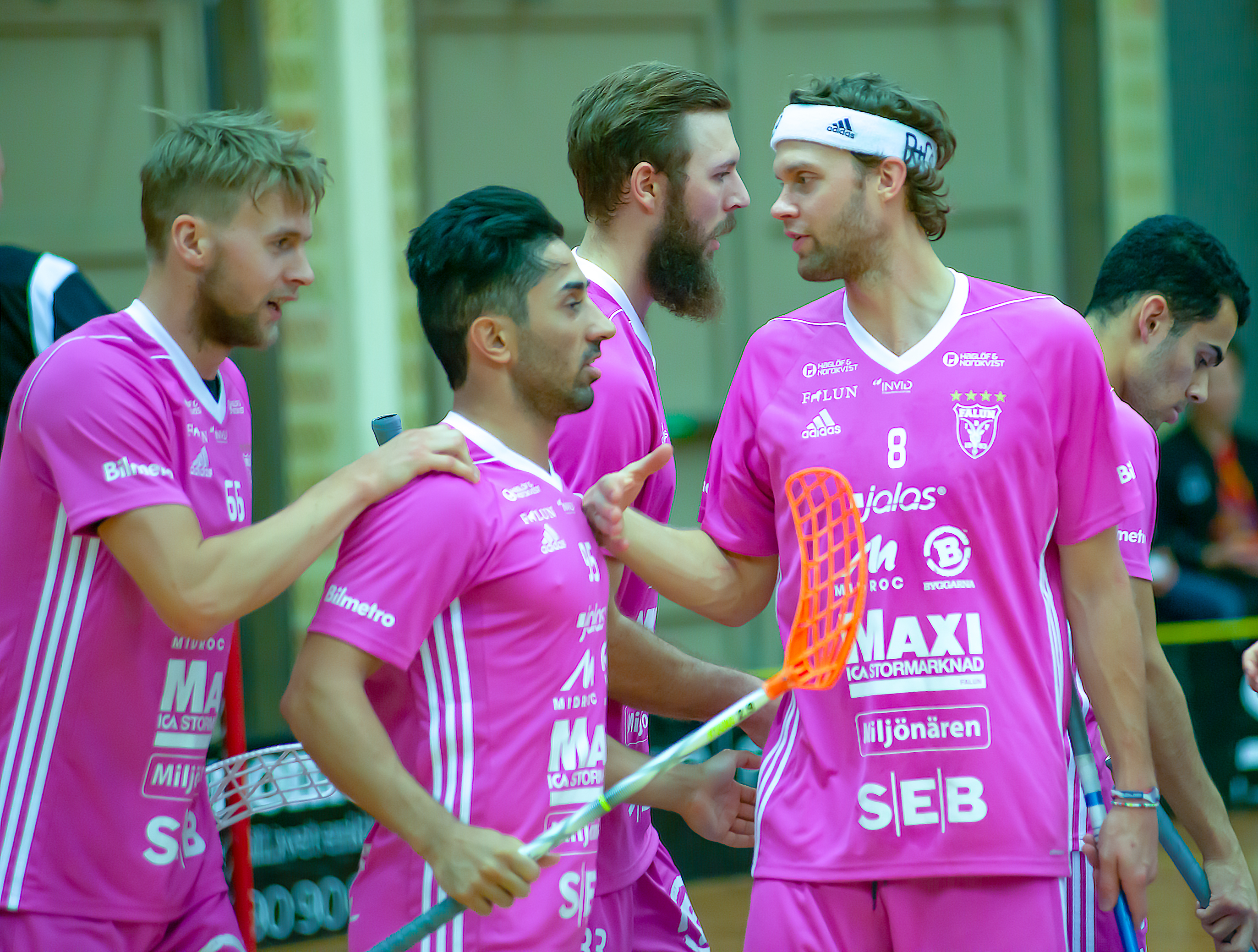
Hráči IBF Falun v zápase proti AIK Innebandy ve Švédské Superlize v sezóně 2017/2018

Počínaje rokem 2010 začala zlatá éra Falunu, ve které se o mistrovské tituly dělí pouze se Storvretou. Tvářemi klubu se stali Alexander Galante Carlström, Rasmus Enström, Emil Johansson či Johan Samuelsson. Švédskou Superligu v tomto období vyhráli sedmkrát (2012/2013, 2013/2014, 2014/2015, 2016/2017, 2019/2020, 2020/2021, 2021/2022) a Pohár mistrů rekordně pětkrát (2013, 2014, 2015, 2017, 2023). V letech 2014, 2017, 2018, 2019 a 2025 pětkrát vyhráli turnaj Czech Open.

## Známí hráči
- Rasmus Enström (2009–2023)
- Alexander Galante Carlström (2010–2024)
- Emil Johansson (2013–)

Češi:
- Milan Garčar (2009–2010)
- Martin Tokoš (2013–2017)